# Epimedium leptorrhizum
Epimedium leptorrhizum là một loài thực vật có hoa trong họ Hoàng mộc. Loài này được Stearn mô tả khoa học đầu tiên năm 1933.